# Тифлокоментування
Тифлокоментування (ТКН) — лаконічний опис предмета, простору або дії, які незрозумілі сліпому або слабозорому без спеціальних словесних пояснень.

## Історія
Тифлокоментування, як радіорепортажі із спортивних та суспільних подій, наукових виставок, політичних заходів стало поширюватися у колишньому Радянському Союзі з 1920 років.
Тифлокоментування фільмів (стислий закадровий опис візуальної частини фільму) існує у світовій практиці вже понад 30 років, але в Україні такі проекти почали запускати лише в 2013 році. Першим був мультфільм «Сонячний коровай», виконаний на громадських засадах у Львові.
Виникнення і формування ТКН було майже одночасним і йшло паралельно як на Заході, так і в Радянському Союзі аж до епохи Перебудови. Оскільки ці процеси не перетиналися, з'явилося два терміни, що позначають цю діяльність: ТКН — в СРСР, і аудіодескрипція — на Заході.